# اسکابن

## روستا تاریخی و زیبا اسکابن
روستای تاریخی و زیبای اسکابن در استان گیلان، شهرستان رودبار، بخش عمارلو واقع شده است. این روستا در حدود ۳۵ کیلومتری جنوب شرقی شهر لوشان است و از شمال با روستای پاکده، از جنوب با روستای پارودبار، از شرق با شهر جیرنده و از غرب با روستای سنگرود هم‌مرز است.
از نظر وسعت بزرگ‌ترین روستای بخش عمارلو بوده و با عنوان سنگ هفت در سازمان ثبت اسناد به ثبت رسیده است.
روستای اسکابن را می‌توان قدیمی‌ترین روستای عمارلو و شاید حتی استان گیلان دانست. (طی کاوشهای باستان‌شناسی باستان شناسان ایرانی و ژاپنی احتمال سکونت انسانهای اولیه در این روستا داده شده است)

## جمعیت
این روستا در دهستان جیرنده قرار دارد و براساس سرشماری مرکز آمار ایران در سال ۱۳۸۵، جمعیت آن ۴۴ نفر (۱۳خانوار) بوده است.

## مردم
مردم اسکابن به زبان تاتی و گالشی سخن می‌گویند.

## مکان‌های تاریخی اسکابن
۱. محوطه شیلانیک پشته اسکابن مربوط به عصر آهن دو I- دوره اشکانیان است. این اثر در تاریخ ۱۱ شهریور ۱۳۸۲ با شمارهٔ ثبت ۹۹۳۴ به‌عنوان یکی از آثار ملی ایران به ثبت رسیده است.
۲. غار " رشی " اسکابن و محوطهٔ خلوش از قدیمی‌ترین و زیباترین مناطق تاریخی گیلان هستند که جلوه‌های گردشگری بسیاری را در دل خود دارد و می‌تواند برای سیاحان داخلی و خارجی جالب ودیدنی باشد.
به گزارش خبرنگار باشگاه خبرنگاران گیلان :رئیس مرکز باستان‌شناسی استان گیلان با اعلام این خبر گفت: کاوشهای باستان‌شناسی که از یکصد سال قبل در گیلان آغاز شده است، نشان می‌دهد که در حال حاضر ۶۵ غار باستانی در گیلان وجود دارد که ۱۲ غار در فهرست آثار ملی به ثبت رسیده است.